# طعم الليمون (فلم)
طعم الليمون فيلم سوري من إخراج نضال سيجري عن نص للفنان رافي وهبي أنتجته المؤسسة العامة للإنتاج الإذاعي والتلفزيوني، أنطلق العرض الجماهيري للفيلم يوم الخميس 14-7-2011 .

## قصة الفلم
طعم الليمون يروي حكاية حب بريئة تجمع الطفلة «يافا» الفلسطينية مع الطفل «فارس» السوري، بعد أن يوحد بين قلبيهما ما يتقاسمانه مع الرفاق من سكاكر بطعم الليمون، وحكاية الحب الطفولي تلك ستفتح بدورها الباب مشرعاً على حكايات أخرى لعل أبرزها حكاية عائلة الطفلة يافا، وهي جزء من سفر اللجوء الفلسطيني، وإلى جانب الحكاية الفلسطينية ستبرز حكايات أخرى عن أناس بسطاء أبعدتهم الظروف السياسية عن أوطانهم ليجمعهم بيت واحد في حي دمشقي نجد فيه عائلة فلسطينية، تسكن إلى جوار عائلة عراقية وأخرى لبنانية، ورابعة من الجولان إضافة إلى آخرين من مناطق متفرقة في سورية. يستلهم الفلم قصته من زيارة قامت بها الممثلة أنجيلينا جولي برفقة براد بيت إلى دمشق عام 2009 لزيارة اللاجئين العراقيين، حيث يصبح انتظار مجيء جولي وبيت مناخاً خصباً لروي الحكايات، حكاياتهم الحياتية الشخصية بمقدار، والعامة بمقدار آخر، حكايات الناس هذه والتي تثير بشكل أو بآخر قضايا كبرى وأساسية وجوهرية بإطار إنساني، ستتراجع في أولويات الناس للحظات.

## تمثيل
- أمل عرفة
- نادرة عمران
- خالد القيش
- جواد الشكرجي
- حسن عويتي
- محمد حداقي

## وصلات خارجية
- مقالات تستعمل روابط فنية بلا صلة مع ويكي بيانات